# دانشکده پلیس ۲
دانشکده پلیس ۲: نخستین مأموریت آن‌ها (انگلیسی: Police Academy 2: Their First Assignment) یک فیلم کمدی به کارگردانی جری پاریس است که در سال ۱۹۸۵ منتشر شد.

## خلاصه داستان
وقتی یک گروه خلافکار وارد شهر می‌شود، یک عده پلیس ناوارد و ساده وظیفه دارند تا جلوی این گروه را بگیرند…

## بازیگران

### افسران تازه‌وارد محله شماره ۱۶
- استیو گوتنبرگ
- بابا اسمیت
- دیوید گراف
- مایکل وینسلو
- بروس مالر
- ماریون رمزی
- پیتر ون نوردن

### افسران قدیمی محله شماره ۱۶
- کالین کمپ
- آرت مترانو
- لنس کینسی
- هاورد هسمن

### سایرین
- جرج گینز
- جورج آر. رابرتسون
- باب‌کت گولدث‌ویت
- جیسون هروی
- جولی براون
- تیم کازورینسکی
- آرتور بتنایدز
- اد هرلیهی
- ریچ هال